# جاسم الدمستاني
ملا جاسم بن علي الدمستاني، هو رجل دين مسلم شيعي اثني عشري من البحرين، كما أنه رادود قبل أن يكون رجل دين. ولد في قرية دمستان ومنها اقتبس لقبه ”الدمستاني“.
في 19 مارس 2011، اعتقلته السلطات البحرينية في مطار البحرين الدولي عندما كان قادماً من إيران، حيث اتهم بتهمة زعزعة استقرار البلاد ضمن الاحتجاجات البحرينية.

## وصلات خارجية
- صفحة جاسم الدمستاني على موقع صوت الشيعة

### معلومات
1. ↑  الرادود أو الرادود الحسيني هو مصطلح يطلقه الشيعة على المنشد الديني.